# São Paulo, Sociedade Anônima
Pour les articles homonymes, voir Sociedade Anônima et São Paulo.
Pour plus de détails, voir Fiche technique et Distribution.
São Paulo, Sociedade Anônima est un film dramatique brésilien écrit et réalisé par Luis Sérgio Person et sorti en 1965.
Le film a été sélectionné comme entrée brésilienne pour le meilleur film en langue étrangère à la 38e cérémonie des Oscars, mais n'a pas été nommé.

## Synopsis
À la fin des années 1950, lors du développement de l'industrie automobile, Carlos, un homme de la classe moyenne de São Paulo, traverse une crise existentielle au milieu du processus d'industrialisation.

## Fiche technique
- Titre original : São Paulo, Sociedade Anônima
- Réalisation : Luis Sérgio Person
- Scénario : Luis Sérgio Person
- Photographie : Ricardo Aronovich
- Montage : Glauco Mirko Laurelli
- Musique : Cláudio Petráglia
- Production : Renato Magalhães Gouveia
- Direction artistique : Jean Lafront
- Pays de production : Brésil
- Langue originale : portugais
- Format : noir et blanc
- Genre : drame
- Durée : 107 minutes
- Dates de sortie :  
  - Brésil : 1965

## Distribution
- Walmor Chagas : Carlos
- Eva Wilma (pt) : Luciana
- Darlene Glória (pt) : Ana
- Ana Esmeralda (pt) : Hilda
- Otello Zeloni (pt) : Arturo
- Etty Fraser (pt) : le voisin de Hilda
- Kléber Macedo (pt) : le voisin de Hilda
- Osmano Cardoso : le père de Luciana
- Sergio Hingst (pt)

## Récompenses et distinctions
- (en) São Paulo, Sociedade Anônima: Awards, sur l'Internet Movie Database